# Elisabeth Unell
Eva Elisabeth Unell, född 28 september 1962 i Hallsberg, är en svensk moderat politiker. Under perioden 2006–2010 var hon kommunalråd och kommunstyrelsens ordförande i Västerås kommun. Hon fortsatte efter valet 2014 som oppositionsråd och kommunstyrelsens 2:e vice ordförande i Västerås kommun. Hon var 2006–2019 ledamot av styrelsen för Sveriges kommuner och landsting. Mellan 2011 och 2020 var hon förbundsordförande för Moderaterna i Västmanland.
Hon är en av initiativtagarna till Manifestation för Ukraina som hålls sedan 28 februari 2022 varje måndag klockan 12.00 Fiskartorget, Västerås.
Elisabeth Unell är gift med Tomas Högström.